# Deposizione nel sepolcro (Tiziano Madrid)
La deposizione nel sepolcro è un dipinto di Tiziano realizzato nel 1559. Venne commissionata da Filippo II di Spagna. È un olio su tela, di dimensioni 137x175 cm, conservato a Madrid, presso il Museo del Prado.
L'opera rappresenta la deposizione nel sepolcro del corpo di Gesù Cristo. Gesù Cristo viene sorretto da Nicodemo, nell'opera sono presenti anche Maria Maddalena e Gerolamo.
L'opera viene considerata «il primo esempio rappresentativo del patetismo esasperato che caratterizza i dipinti di soggetto cristiano del vecchio Tiziano».
In quest'opera, come in altre, secondo alcuni autori, emerge l'adesione di Tiziano e del suo circolo ad una forma di dissenso religioso che investì vasti strati del mondo culturale italiano. È un dissenso moderato, che sfugge alla logica degli «opposti estremismi», impaziente verso le norme formalistiche, che prende linfa dal pacifismo di Erasmo, che anela ad una religione comprensibile, inquieta, individualista. È ovvio che simile dissenso non può che essere «privato», dati i tempi, e dunque inquadrabile nel cosiddetto «nicodemismo», da Nicodemo, discepolo che visse la sua adesione a Cristo nel segreto del proprio privato fino al momento supremo della morte del maestro.
Non ci sono chiari documenti scritti che possano confortare questa ipotesi. Ci sono tuttavia i dipinti: dall'analisi di tutta la produzione dei grandi pittori veneziani e veneti – ma anche di tanti, più in generale, italiani – molti autorevoli critici hanno visto lo smarrimento e il dissenso, risolto poi in sperimentalismo e inquietudine piuttosto che rassegnazione e conformismo. Come leggere, se non in questo senso, la Deposizione nel sepolcro, in cui Tiziano si ritrae nei panni di un Giuseppe d'Arimatea che iconologicamente è però, in questo caso, confuso con Nicodemo, che sorregge Cristo? Non ci ricorda, questo Giuseppe-Nicodemo, un altro Nicodemo «fermato in piede», Nicodemo nascosto dal cappuccio, perché nascosta è la sua fede, Nicodemo autoritratto del nicodemita Michelangelo?